# کندیل (تگزاس)
کندیل، تگزاس(به انگلیسی: Kennedale, Texas) شهری در ایالت تگزاس از ایالات جنوبی ایالات متحده آمریکا است. در سرشماری سال ۲۰۰۰، جمعیت این شهر ۵۸۵۰ نفر اعلام شد.